# Bohinjska Češnjica
Bohinjska Češnjica – wieś w Słowenii, w gminie Bohinj. W 2018 roku liczyła 338 mieszkańców.